# Cacodaemon laotinus
Cacodaemon laotinus es una especie de coleóptero de la familia Endomychidae.

## Distribución geográfica
Habita en Laos.